# Wied il-Miżieb
Wied il-Miżieb este o arie protejată (arie specială de conservare — SAC, sit de importanță comunitară — SCI) din Malta întinsă pe o suprafață de 24,65 ha, integral pe uscat.

## Localizare
Centrul sitului Wied il-Miżieb este situat la coordonatele 35°57′09″N 14°21′46″E / 35.9526°N 14.3629°E.

## Înființare
Situl Wied il-Miżieb a fost declarat sit de importanță comunitară în aprilie 2004 pentru a proteja 1 specie de plante și 2 specii de animale. Situl a fost protejat și ca arie specială de conservare în decembrie 2016.

## Biodiversitate
Situată în ecoregiunea mediteraneană, aria protejată conține 4 habitate naturale: Iazuri temporare mediteraneene, Phrygana din Mediterana de Vest de pe vârfurile falezelor (Astragalo-Plantaginetum subulatae), Păduri de Olea și Ceratonia, Păduri de Tetraclinis articulata.
La baza desemnării sitului se află mai multe specii protejate:
- plante (1): Elatine gussonei
- mamifere (1): liliac cu urechi de șoarece (Myotis blythii)
- reptile (1): Elaphe situla